# Hémonstoir
Hémonstoir är en kommun i departementet Côtes-d'Armor i regionen Bretagne i nordvästra Frankrike. Kommunen ligger i kantonen Loudéac som tillhör arrondissementet Saint-Brieuc. År 2022 hade Hémonstoir 708 invånare.

## Befolkningsutveckling
Antalet invånare i kommunen Hémonstoir
Referens:INSEE